# Emirica
Emirica (maced. Емирица) – wieś w północno-wschodniej Macedonii Północnej, w gminie Kratowo.